# Philautus beddomii
Philautus beddomii és una espècie de granota que es troba a l'Índia.
Està amenaçada d'extinció per la pèrdua del seu hàbitat natural.